# Carbone Savoie
Carbone Savoie est une société détenue par Alandia Industries. La société est spécialisée dans la fabrication de carbone et de graphite synthétique.
À la fin de 2017, Carbone Savoie employait 350 personnes environ sur les sites de Notre-Dame-de-Briançon (Savoie) et de Vénissieux (Rhône). Son département Recherche et Développement compte 25 salariés et ses efforts en innovation représentent 2 % de son chiffre d’affaires annuel.
La société produit environ 30 000 tonnes par an de blocs en carbone et en graphite. En 2017, son chiffre d'affaires net a atteint 100 M$ US, dont 95 % à l'export.
Sa technologie est utilisée notamment dans :
- la fabrication et la maintenance de cathodes utilisées dans les cuves d’électrolyse de l'aluminium ;
- la fabrication de blocs de graphite de spécialité ;
- la production de poudres de graphite synthétique utilisées dans les industries de la carburation et dans les batteries électriques.

## Histoire
L'origine de Carbone Savoie, remonte à la fondation en 1897 de la société Les Carbures métalliques à Notre-Dame-de-Briançon et fabriquait des électrodes et des cathodes en carbone. Peu avant 1920, elle fait partie des larges fusions des entreprises de métallurgie savoyardes qui conduisent à la création en 1922 de la SECEMAEU (Ugine). En 1920 elle prend le nom de Société des Électrodes de Savoie, puis en 1952, de Société des Électrodes et Réfractaires de Savoie (SERS).
En 1971, Ugine fusionne avec Pechiney, et la société devient une filiale de Pechiney-Ugine-Kuhlmann. Elle prend le nom de « Carbone Savoie » en 1984. En 1997, la branche graphite d’Union Carbide, UCAR, rachète 70 % des parts de la société à Pechiney.
La société américaine Graftech entreprend en 2006 la restructuration de ses activités, en recentrant sur le site de Notre-Dame-de-Briançon la production de cathodes pour l’industrie de l’aluminium. La production de spécialités graphites pour la métallurgie et la chimie, et la production de « nipples » (raccords d’électrodes  pour la sidérurgie) sont supprimés.
En 2004, Alcan rachète Pechiney, et en 2006, rachète à Graftech la totalité des parts de Carbone Savoie. Alcan réalise en 2007 un important investissement de 17 M $US afin de moderniser les usines de production. À la suite du rachat d'Alcan par Rio Tinto en octobre 2007, Carbone Savoie devient filiale de Rio Tinto Alcan. 2007,. En janvier 2014, la société Carbone Savoie a annoncé l'arrêt de ses activités sur le site de Lannemezan, entraînant la perte de 60 emplois. En mars 2016, Rio Tinto Alcan cède Carbone Savoie à Alandia industries, un fonds de retournement français.

## Projet industriel

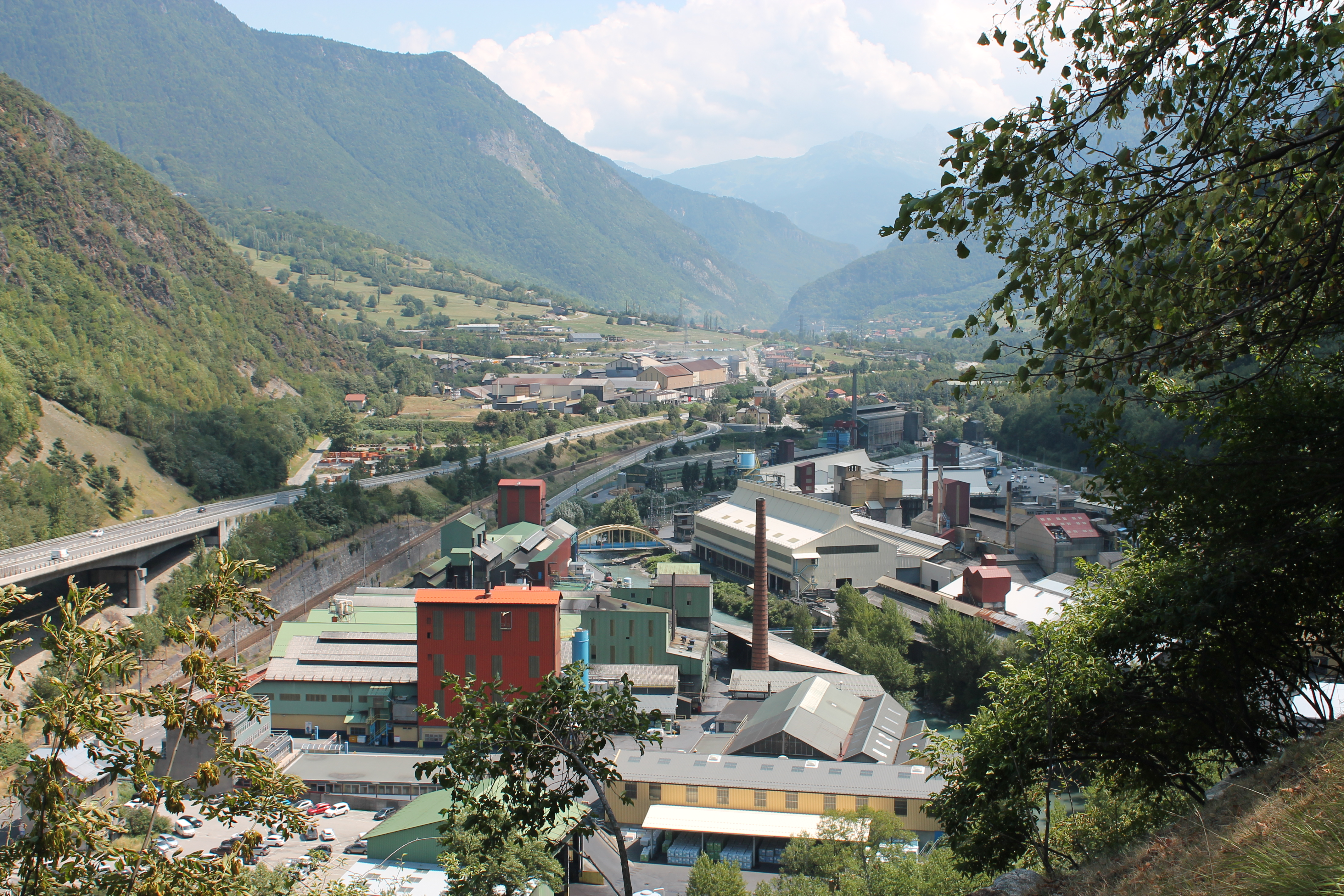
Au premier plan l'usine Carbone Savoie et au second-plan, à gauche, Petit-Cœur. Sur la gauche le viaduc du Champ-du-Comte. Vue depuis le château de Briançon (été 2018).

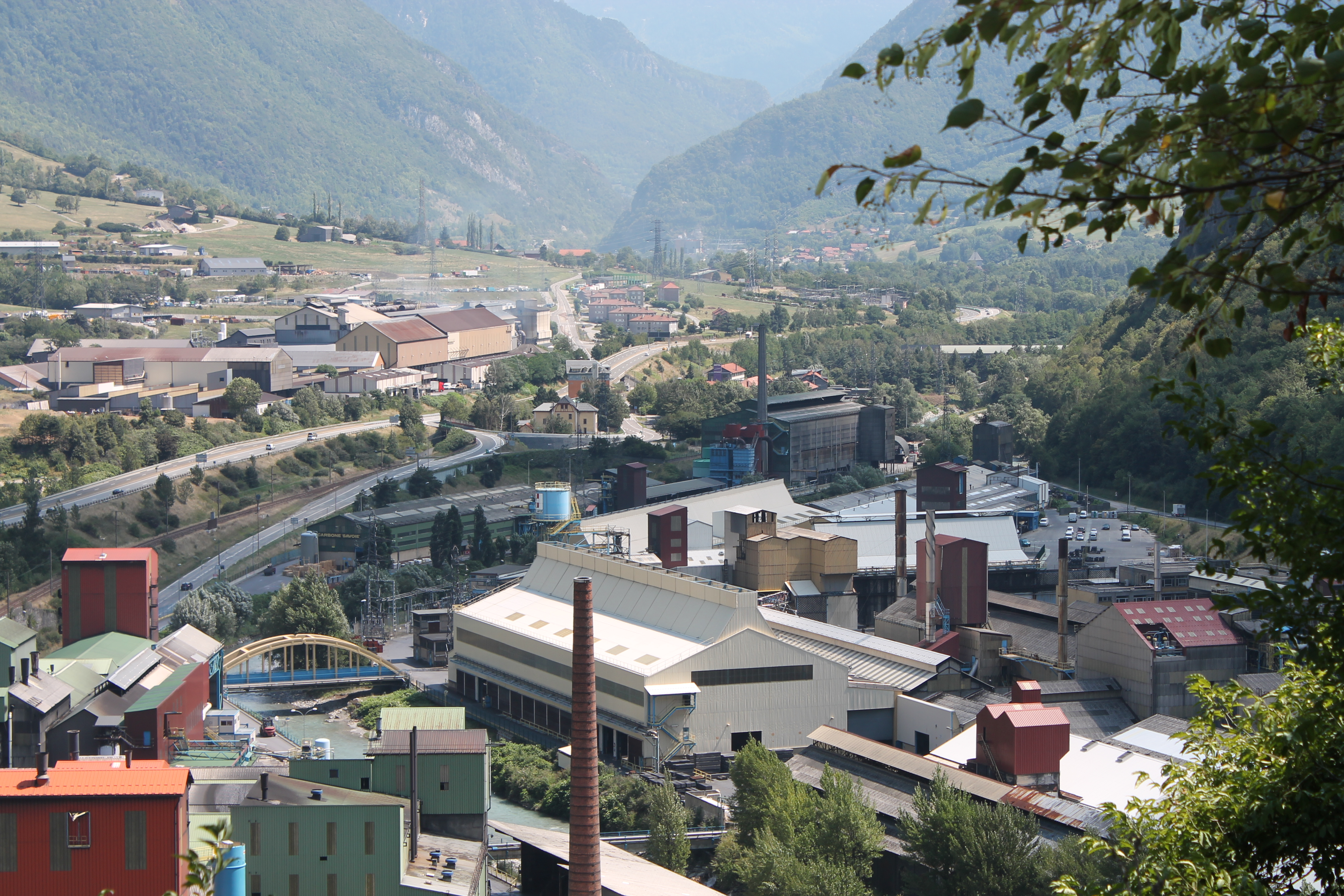
Au premier plan l'usine Carbone Savoie et au second-plan, à gauche, Petit-Cœur. Vue depuis le château de Briançon (été 2018).

Sous l’impulsion d’Alandia Industries, Carbone Savoie se lance dans un plan de redressement industriel basé sur :
- La recherche continue de compétitivité et de productivité. L’entreprise met en œuvre un plan de réduction de coût de 8m€ en base annuelle pour réduire ses prix de revient et redevenir compétitif[9];
- Le remplissage des capacités de production et la réouverture d’ateliers de production. Le chiffre d’affaires augmente de +30 % entre avril 2016 et février 2017;
- Un plan d’investissement et de modernisation des installations de 30m€ sur 4 ans (2016-2019)[10];
- La diversification de l’activité, notamment vers les graphite de spécialité et les poudres en graphites.

En mai 2017, Carbone Savoie lance l’école de formation Carbone Savoie sur son site de Notre-Dame-de-Briançon. Pour sa 1ère promotion, l’école de formation accueille 7 jeunes opérateurs en contrats de professionnalisation avec l’objectif de les embaucher en CDI à l’issue de leur formation de 1 an. Une 2ème promotion sera lancée en mai 2018.
Le 23 septembre 2017, Carbone Savoie fête ses 120 ans en présence notamment du Président du département de Savoie, Monsieur Hervé Gaymard, et du député de la circonscription, Monsieur Vincent Rolland.
Au dernier trimestre 2017, Alandia Industries propose au salarié de devenir actionnaire de l’entreprise dans le cadre d’un FCPER (fonds commun de placement de reprise). 88 % des salariés se portent acquéreur d’actions de l’entreprise et font l’acquisition de 5 % du capital de l’entreprise.
Le 1er avril 2018, Carbone Savoie déploie un nouvel ERP sur les fonctions vente, achat, production, comptabilité, logistique et expédition.
En 2019, les perspectives portent à l'optimisme. On s'attend à un chiffre d'affaires de 138 millions d'euros. Les salariés profitent d'un intéressement de 6 000 € comme en 2018.
Depuis avril 2016, la société est dirigée par Sébastien Gauthier.
Le procédé de fabrication d'un bloc de carbone ou de graphite comporte les principales étapes suivantes :
- la préparation des matières premières : les matières premières, composées principalement de coke de pétrole ou d’anthracite, sont mélangées à un liant, le brai, et ensuite filées dans une presse pour former un bloc cru.
- la cuisson, dans un four chauffé au gaz ou au fioul ;
- éventuellement, si le bloc a vocation à devenir du graphite, la graphitation : le bloc cuit est placé dans un four, parcouru par un courant électrique, et porté à très haute température : 3 000 C° environ; à cette température, les molécules sont réalignées, et le matériau acquiert les propriétés très spécifiques du graphite.
- l'usinage de la cathode aux dimensions demandées par le client;
- et son expédition.